# Praeaphanostoma brevifrons
Praeaphanostoma brevifrons är en plattmaskart som beskrevs av Jürgen Dörjes 1968. Praeaphanostoma brevifrons ingår i släktet Praeaphanostoma och familjen Isodiametridae. Inga underarter finns listade i Catalogue of Life.